# Liste der Landschaftsschutzgebiete im Kreis Segeberg
Die Liste der Landschaftsschutzgebiete im Kreis Segeberg enthält die Landschaftsschutzgebiete des Kreises Segeberg in Schleswig-Holstein.
| Bild           | Nummer   | Bezeichnung des Gebietes                                                   | Fläche in Hektar | WDPA-ID | Koordinaten | Datum der Verordnung |
| -------------- | -------- | -------------------------------------------------------------------------- | ---------------- | ------- | ----------- | -------------------- |
|                | 60-SE-01 | Mözener See, Leezener (Neversdorfer) See und Henstedter Rhen               | 607.22           | 323054  | Position    | 1936                 |
|                | 60-SE-02 | Landschaftsbestandteile und Landschaftsteile im Bereich mehrerer Gemeinden | 518.76           | 322415  | Position    | 1939                 |
|                | 60-SE-03 | Warder See und Börn See mit Umgebung                                       | 1953.22          | 325649  | Position    | 1940                 |
|                | 60-SE-04 | Heide- und Binnendünenlandschaft zwischen Latendorf und dem Forst Halloh   | 184.63           | 321502  | Position    | 1940                 |
|                | 60-SE-06 | Der Büschen                                                                | 2.59             | 320319  | Position    | 1952                 |
|                | 60-SE-08 | Hagener Moor                                                               | 12.10            | 321308  | Position    | 1964                 |
|                | 60-SE-09 | Bornhöveder und Schmalen-See                                               | 274.31           | 320037  | Position    | 1965                 |
| weitere Bilder | 60-SE-10 | Bad Bramstedt                                                              | 1057.16          | 319744  | Position    | 1965                 |
|                | 60-SE-11 | Stocksee-Tensfelder Au                                                     | 921.85           | 324860  | Position    | 1966                 |
|                | 60-SE-12 | Lütt-Wittmoor                                                              | 81.90            | 319501  | Position    | 1966                 |
|                | 60-SE-13 | Großer Segeberger See                                                      | 757.24           | 321190  | Position    | 1966                 |
|                | 60-SE-14 | Travetal                                                                   | 1666.29          | 325219  | Position    | 1966                 |
|                | 60-SE-15 | Krögsberg                                                                  | 26.24            | 322333  | Position    | 1967                 |
|                | 60-SE-16 | Muggesfelder See, Nehmser See, Blunker See                                 | 554.26           | 323075  | Position    | 1969                 |
|                | 60-SE-17 | Deergraben, Kisdorfer Wohld, Endern                                        | 1571.06          | 320293  | Position    | 1984                 |